# Paul Jaeg

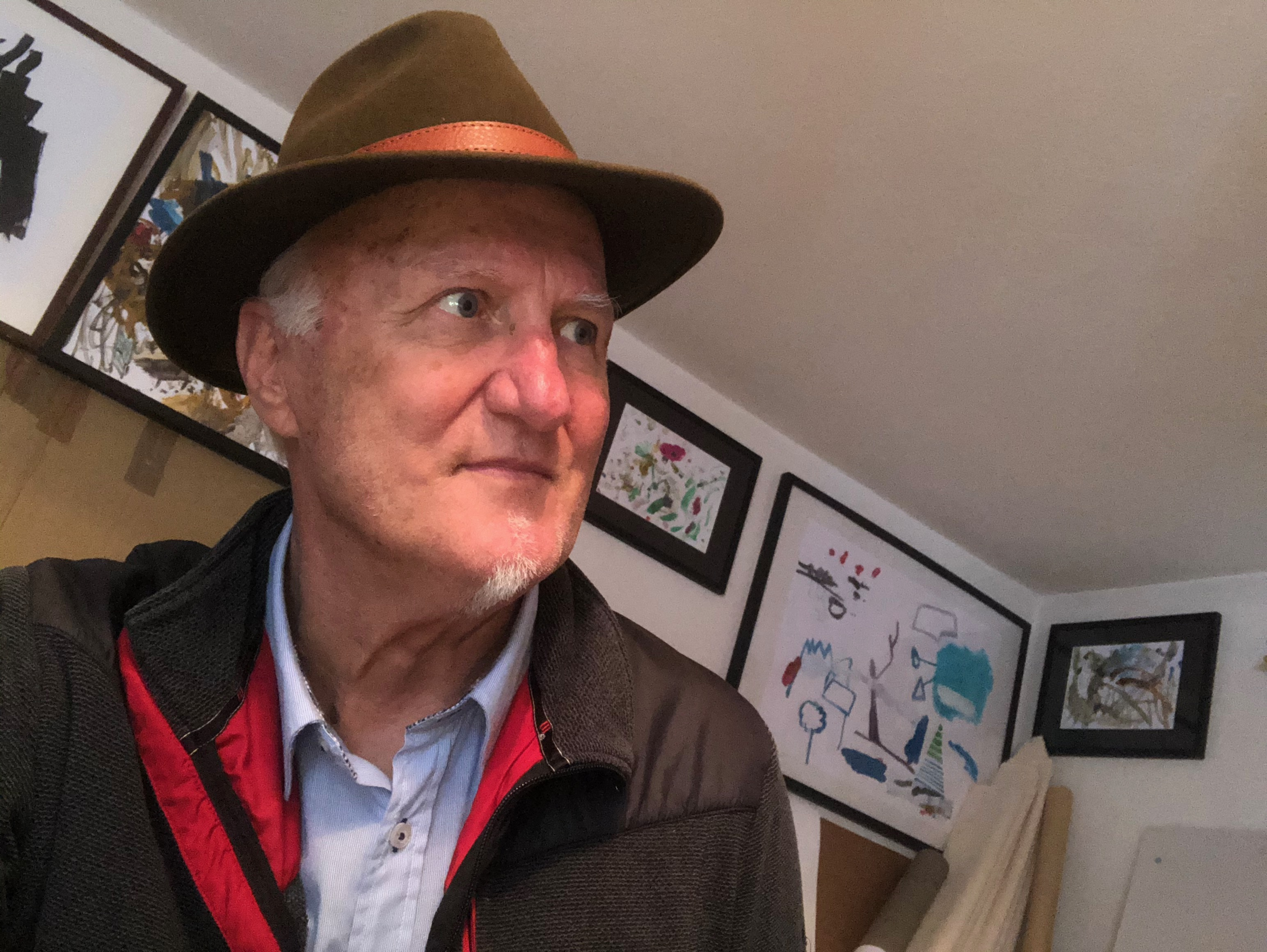
Paul Jaeg (2022)

Paul Jaeg, eigentlich Paul Gamsjäger, (* 1949 in Gosau) ist ein österreichischer Künstler, Schriftsteller und Komponist.

## Leben
Jaeg beschäftigt sich mit Bildender Kunst, Literatur und Komposition. Nach anfänglichen Studien bildete er sich als Autodidakt weiter. Im Jahr 1991 gründete er den Arovell Verlag. Er leitete diesen von 1991 bis 2016 und dann wieder ab März 2023; in der Zwischenzeit führte Jaegs Tochter den in Wien ansässigen Verlag. 
Er ist Mitglied der Grazer Autorenversammlung, der Salzburger Autorengruppe und des Kunstforums Salzkammergut. Jaeg war vom Herbst 2008 bis Frühjahr 2013 Kurator des Kunsthauses Deutschvilla in Strobl am Wolfgangsee und gehört seit 2009 zur Künstlergruppe Sinnenbrand, bestehend aus Peter Assmann, Ferdinand Götz, Richard Wall und Paul Jaeg, sowie seit 2023 zur Künstlergruppe Artlinetrio, bestehend aus Silvia Sun, Thomas Steiner und Paul Jaeg. Künstlerischer Schwerpunkt sind Werke und Filme ab 1988 nach dem selbstentwickelten aroqart-konzept und ab 2021 im Stil fayrfuny.
Von 1991 bis 2011 war er bei 77 Ausstellungen in Österreich und Bayern vertreten (36 Einzelausstellungen, 41 Ausstellungen gemeinsam mit anderen Künstlern und Künstlerinnen), zum Beispiel: Galerie Brunnhofer Linz, Galerie Tanglberg Vorchdorf, Galerie Seidler Linz, Stadtmuseum Bad Ischl, Egon Schiele Art Centrum Krumlov, Künstlerhaus Salzburg, Romanischer Keller Salzburg, Phantastische Bibliothek Wetzlar, Johannes Kepler Universität Linz. 1999 und 2011 erhielt er ein Stipendium des Landes Oberösterreich.
Jaeg war von 2011 bis 2016 Herausgeber der aroqart-kulturzeitschrift.

## Literarische Veröffentlichungen
- andere und andere, Lyrik, Rovell Verlag, Salzburg 1995
- Trotz A bis Z, Kurzroman, Rovell Verlag, Salzburg 1995
- Wandere und wandere, Lyrik, Arovell Verlag, Gosau 1996
- Rare Beime und Reime, Lyrik, Arovell Verlag, Gosau 1997
- Ausdruck geben, Erzählungen, Arovell Verlag, Gosau 1998
- Nur Lust ist nicht zu fassen, Kurzroman, Salzburg 1998
- Schandsand im Gewand, Erzählungen, Arovell Verlag, Gosau 1998
- Der Landwiener Thomas Bernhard, Black Ink, Scheuring 2000
- Verknüpft gefragt, Lyrik und Kurzprosa, Arovell Verlag, Gosau 2001
- Alles noch unerlebt, Entglobalisierte literarische Texte, Arovell Verlag, Gosau 2003
- Die schwarze Scheide, Kurzroman, Black Ink, Scheuring 2005
- Es zieht in Österreich, Texte, Arovell Verlag, Gosau 2005
- Dachstein und Gosautal, Arovell Verlag, Gosau 2008
- hochmotiviert & niederträchtig, Lyrik, Arovell Verlag, Gosau 2008
- abtasten oder zuwarten, Lyrik, Arovell Verlag, Gosau 2011
- Dialektwörterbuch-Salzkammergut, Lexikon, Arovell Verlag, Gosau 2013
- Wir geben keinen Frieden, Prosa, Arovell Verlag, Gosau 2014
- Als ich mir einen neuen Mond kaufte, Lyrik und Prosa, Arovell Verlag, Gosau 2014
- GlutDruck, Texte und Fotos der Künstlergruppe Sinnenbrand, Arovell Verlag, Gosau 2015 (Autor und Hrsg.)
- Salzkammergut Dialektwörterbuch, Arovell Verlag, in Zusammenarbeit mit Kulturhauptstadt2024, Gosau 2024
- liebsein - totsein, Roman, Arovell Verlag, Gosau 2024

## Ausstellungen (Auswahl)
- 1998 Fotoserie KGS Projekt, Artforum Galerie, Meran, Italien
- 1998 Malerei, Arte Sella, Casa Strobele, Trento, Italien
- 2009 Neue Grossformate, Galerie-Halle, Linz-Urfahr
- 2010 Malerei/Installation, Kunsthaus Deutschvilla Strobl a. W.,
- 2010 Malerei 1999-2009, Galerie Romanischer Keller, Salzburg
- 2011 Neue Malerei, Phantastische Bibliothek, SIBRA, Wetzlar BRD
- 2011 Neue Malerei, Stadtgalerie Vöcklabruck
- 2012 Neue Malerei, Schloss Lamberg in Steyr
- 2012 Werke aus meinem Atelier in Krummau, Galerie Koref-Stiftung, Ursulinenhof, Linz
- 2013 Krummauer Serien, Galerie Rytmogram, Bad Ischl
- 2014 Massacre, Galerie art bv, Salzburg
- 2015 Menschen im Gericht, Landesgericht, Linz
- 2016 Verwirrt, Galerie Brunnhofer, Linz
- 2017 Starke Frauen und Roboter, Nextcomic-Festival Linz
- 2018 Composizioni Astratte, Galerie Arttime, Neue Malerei, Udine, Italien
- 2018 Jaeg 1988-2018, Galerie Kunstforum, Gmunden, Oberösterreich
- 2018 Kunstsalon/Kunstmesse, Landesmuseum, Linz
- 2019 Paul Jaeg. Zum Siebziger, Galerie Brunnhofer, Linz[2]
- 2019 Kunst aus Österreich, Galerie Tanglberg, Vorchdorf, Oberösterreich
- 2020 contemporary stupid simplifications, Stadtgalerie, Vöcklabruck, Oberösterreich
- 2021 Fairfunni - Country of Birth, Stadtplatzgalerie, Wels, Oberösterreich
- 2023 Fairfunnifuture - frisch gestrichelt, Galerie des Stadtmuseums Bad Ischl, Oberösterreich
- 2024 Paul Jaeg. Zum Fünfundsiebziger, Galerie Brunnhofer, Linz
- 2024 mare nostro, Galerie DIEFORUM, Wels, Oberösterreich
- 2024 Kunstmesse Potentials, Kongresshaus Toscana, Gmunden, Oberösterreich
- 2024 Zeitgenössische Malerei, OÖN-Wimmer Medien Galerie, Stadtplatz, Wels
- 2025 Neue Malerei, "we walk the line", mit dem ARTLINETRIO in der Galerie DIEFORUM, Wels OÖ
- 2025  Zeitgenössische Malerei, "In Bewegung", Stadtmuseum Bad Ischl OÖ

## Performances
- 2014 Hundert Jahre Kriegserklärung, Gruppe Sinnenbrand, Trinkhalle, Bad Ischl, Oberösterreich
- 2014 Der Lyriker Georg Trakl, 100. Todestag, Gruppe Sinnenbrand, Museum Traklhaus, Salzburg
- 2017 Bad-Ischler-Lyrik-Festival, Gruppe Sinnenbrand, Stadtmuseum Bad Ischl, Oberösterreich
- 2021 Ein Fest für H.C. Artmann, Gruppe Sinnenbrand, Kunsthaus Deutschvilla Strobl, Salzburg